# سبنسر لي مارشنت مور
سبنسر لي مارشنت مور (1850-1931) (بالإنجليزية: Spencer Le Marchant Moore)‏ هو عالم نبات بريطاني.